# L'Anse Mitan
L'Anse Mitan es una localidad de Trinidad y Tobago, que forma parte de la región de Diego Martín.

## Geografía
La localidad abarca parte de la isla Trinidad y limita al norte con Rich Plain, al sur con el golfo de Paria, al este con La Horquette y Big Yard y al oeste con Carenage.

## Demografía
Datos demográficos de la localidad de L'Anse Mitan:
| Gráfica de evolución demográfica de L'Anse Mitan entre 2000 y 2011 |
|                                                                    |